# 南康郡
南康郡，西晉至唐朝時設置的一個郡。

## 建制沿革

### 西晉
晉武帝太康三年（282年），改孫吳所設的廬陵南部都尉為南康郡，治所贛縣，屬楊州。包括今江西省南康、赣县、兴国、宁都以南之地。晉惠帝元康元年，南康郡改屬江州。
南康郡領有五縣：赣县、雩都、平固、南康、揭陽。

### 東晉
晉孝武帝太元十年（385年），封謝石為南康郡開國公，改南康太守為南康相。

### 南朝宋
宋孝武帝大明八年（464年）時，南康郡領有八縣：贛、寧都、雩都、平固、南康、揭陽、南野、虔化。

### 南朝齊
齊武帝永明八年（490年），改封南康郡公褚蓁于巴東，封皇子蕭子琳為南康郡王，改南康相為南康內史。齊明帝永泰元年（498年），誅蕭子琳，改南康內史為南康太守。東昏侯永元元年（499年），封蕭寶融為南康郡王，改南康太守為南康內史。永元二年（500年），蕭寶融稱宣城王，改南康內史為南康太守。

### 南朝梁
梁武帝天监七年（508年），封皇子蕭績為南康郡王，改南康太守為南康內史。梁簡文帝大宝元年（550年），改南康內史為南康太守。

### 南朝陳
陳武帝永定元年（557年），改南康太守為南康內史。

### 隋朝
隋文帝开皇九年（589年），隋灭陈，废南康郡，置虔州。隋煬帝大業三年（607年），改虔州為南康郡。南康郡領四縣：贛、虔化、雩都、南康。

### 唐朝
唐高祖武德五年（622年），平江左，改南康郡為虔州。唐玄宗天寶元年（742年），改虔州為南康郡。領贛、虔化、南康、雩都、信豐、大庾六縣。唐肅宗乾元元年（758年），復改南康郡為虔州。

## 行政長官

### 南康太守（282年—385年）
- 虞潭，字思奧，會稽餘姚人，晉懷帝時在任。[6]
- 顧眾，字長始，吳郡吳人，晉元帝時在任。[6]
- 何惔，廬江灊人，東晉時在任。[7]

### 南康相（385年—490年）
- 郭澄之，字仲靜，太原陽曲人，晉安帝時在任。[8]
- 劉興祖，宋文帝元嘉二十二年（445年）前後在任。[9]
- 王歆之，宋文帝時在任。[10]
- 向柳，字玄季，河內山陽人，宋孝武帝時在任。[11]
- 沈肅之，宋明帝時在任。[12]
- 戴凱之，宋明帝時在任。[12]
- 劉勃，宋明帝泰始四年（468年）以前在任。[13]
- 劉休，字弘明，沛郡相人，宋明帝時在任。[14]
- 顏師叔，琅邪臨沂人，南朝宋時在任。[15]
- 劉繪，字士章，彭城人，齊武帝時在任。[16]
- 王逡之，字宣約，琅邪臨沂人，齊武帝時在任。[17]

### 南康太守（500年—508年）
- 王丹，齊東昏侯時在任。[18]

### 南康內史（508年—550年）
- 沈旋，吳興武康人，梁武帝時在任。[19]
- 王僉，字公會，琅邪臨沂人，梁武帝時在任。[20]
- 周法暠，九江尋陽人，梁武帝時在任。[21]

### 南康內史（557年—589年）
- 裴忌，字無畏，河東聞喜人，陳文帝時在任。[22]
- 劉峰，陳文帝時在任。[23]
- 到郁，彭城武原人，陳文帝時任命，未到任。[24]
- 袁憲，字德章，陳郡陽夏人，陳宣帝太建六年至九年（574年—577年）在任。[25]
- 宗元饒，南郡江陵人，陳宣帝時在任。[26]
- 柳璿，陳後主時在任。[21]
- 呂仲肅，陳後主時在任。[27]

### 南康郡太守（607年—622年）
- 竇德素，京兆人，隋煬帝時在任。[28]

### 南康郡太守（742年—758年）
李丹（天宝年间）

## 國主

### 東晉南康國（385年—420年）
| 東晉南康國（385年—420年） |              |      |        |             |                |
| 代數                      | 封爵         | 謚   | 姓名   | 在位時間    | 备注           |
| 1                         | 南康郡開國公 | 襄公 | 謝石   | 385年—388年 |                |
| 2                         | 南康郡開國公 |      | 謝汪   |             | 謝石子         |
| 3                         | 南康郡開國公 |      | 謝明慧 | ？—399年    | 謝汪從父兄子   |
| 4                         | 南康郡開國公 |      | 謝暠   | ？—420年    | 謝明慧從父兄子 |

### 南朝宋南康國（420年—479年）
| 南朝宋南康國（420年—479年） |              |        |        |             |          |
| 代數                        | 封爵         | 謚     | 姓名   | 在位時間    | 备注     |
| 1                           | 南康郡開國公 | 文宣公 | 劉穆之 | 420年追封   |          |
| 2                           | 南康郡開國公 |        | 劉慮之 | 420年—？    | 劉穆之子 |
| 3                           | 南康郡開國公 |        | 劉邕   |             | 劉慮之子 |
| 4                           | 南康郡開國公 |        | 劉肜   | ？—460年    | 劉邕子   |
| 5                           | 南康郡開國公 |        | 劉彪   | 460年—479年 | 劉肜弟   |

### 南朝齊南康國（479年—490年）
| 南朝齊南康國（479年—490年） |              |        |      |             |              |
| 代數                        | 封爵         | 謚     | 姓名 | 在位時間    | 备注         |
| 1                           | 南康郡開國公 | 文簡公 | 褚淵 | 479年—482年 | 齊高帝第十子 |
| 2                           | 南康郡開國公 |        | 褚賁 | 484年—488年 | 褚淵長子     |
| 3                           | 南康郡開國公 | 穆子   | 褚蓁 | 488年—490年 | 褚賁弟       |

### 南朝齊南康國（490年—498年）
| 南朝齊南康國（490年—498年） |          |    |        |             |                |
| 代數                        | 封爵     | 謚 | 姓名   | 在位時間    | 备注           |
| 1                           | 南康郡王 |    | 蕭子琳 | 490年—498年 | 齊武帝第十九子 |

### 南朝齊南康國（499年—500年）
| 南朝齊南康國（499年—500年） |          |    |        |             |              |
| 代數                        | 封爵     | 謚 | 姓名   | 在位時間    | 备注         |
| 1                           | 南康郡王 |    | 蕭寶融 | 499年—500年 | 齊明帝第八子 |

### 南朝梁南康國（508年—550年）
| 南朝梁南康國（508年—550年） |          |      |        |             |              |
| 代數                        | 封爵     | 謚   | 姓名   | 在位時間    | 备注         |
| 1                           | 南康郡王 | 簡王 | 蕭績   | 508年—529年 | 梁武帝第四子 |
| 2                           | 南康嗣王 |      | 蕭會理 | 531年—550年 | 蕭績長子     |

### 南朝陳南康國（557年—589年）
| 南朝陳南康國（557年—589年） |          |        |        |             |              |
| 代數                        | 封爵     | 謚     | 姓名   | 在位時間    | 备注         |
| 1                           | 南康郡王 | 忠壯王 | 陳休先 | 557年追封   | 陳武帝第三弟 |
| 2                           | 南康郡王 | 愍王   | 陳曇朗 | 557年遙封   | 陳休先子     |
| 3                           | 南康嗣王 |        | 陳方泰 | 560年—589年 | 陳曇朗長子   |

## 参見
- 虔州